# Haywood (Oklahoma)
Pour les articles homonymes, voir Haywood.
Haywood est une census-designated place du comté de Pittsburg, dans l'État d'Oklahoma, aux États-Unis. En 2020, elle compte une population de 150 habitants.